# Kere (Adelsgeschlecht)

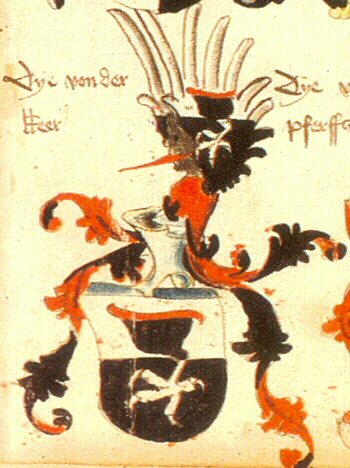
Wappen der Familie im Ingeram-Codex

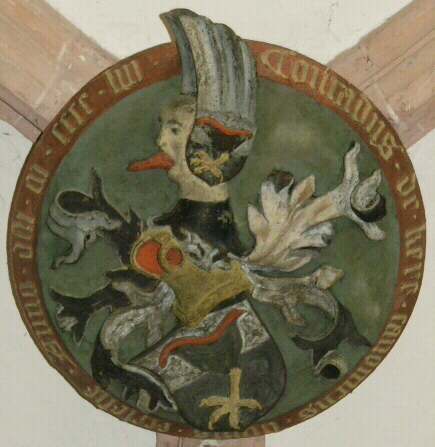
Wappendarstellung im Gewölbe des Domkreuzganges im Würzburger Dom

Die Familie von der Kere (auch: Ker, Keer, Kehr, Keher) war ein thüringisch-fränkisches Adelsgeschlecht.
Als Gefolge der Grafen von Henneberg stellte eine Familienlinie das Hofamt des Truchsess. Die Truchseß von Henneberg mit Übereinstimmungen im Wappen sind aus der Familie von der Kere hervorgegangen. Zum Besitz der Familie gehörte ab dem 14. Jahrhundert das Schloss in Schwickershausen (Grabfeld), das sich noch bis 1747 im Besitz von weiblichen Nachfahren (Familie von Bronsart) befand.
Im Würzburger Dom befinden sich bis heute Epitaphe geistlicher Würdenträger der Familie. Im Langhaus des Domes sind Bronzeplatten von Martin von der Kere († 1507) und Richard von der Kere († 1583) an den Wänden ausgestellt. Im Bistum stellte die Familie mehrere Domherren.
Die Familie von der Kere war im Ritterkanton Rhön-Werra immatrikuliert. Mitglieder der Familie gehörten der Gesellschaft der Fürspänger an.

## Wappen
Das Wappen ist waagrecht geteilt in Silber und Schwarz. Während im unteren Teil des Wappens die Vogelkrallen zu sehen sind, schließt im oberen Teil der schwarz gefiederte Beinansatz an, der in einem blutig roten Stumpf endet. Die Helmdecken sind rot und schwarz. Im Flug wiederholt sich das Wappenmotiv.

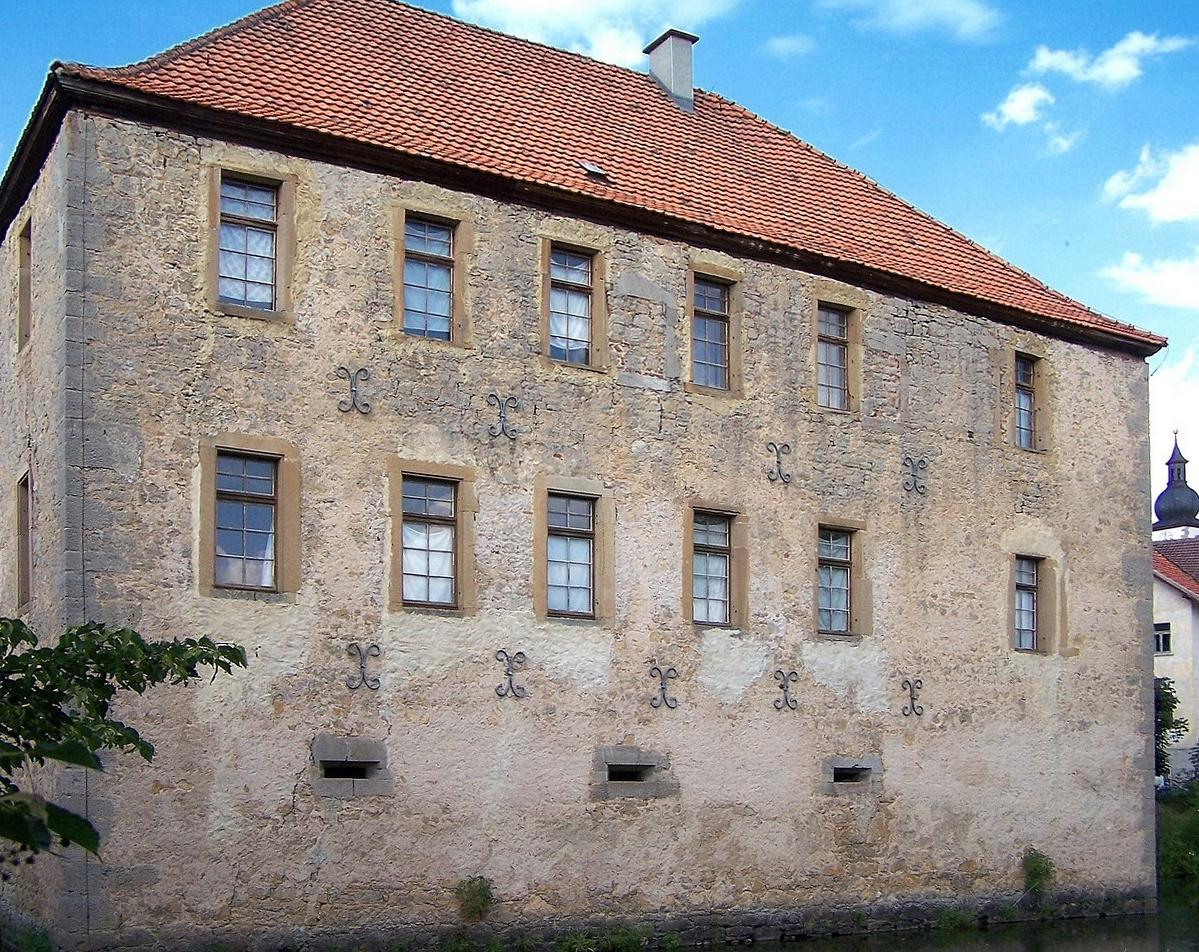
Schloss Schwickershausen
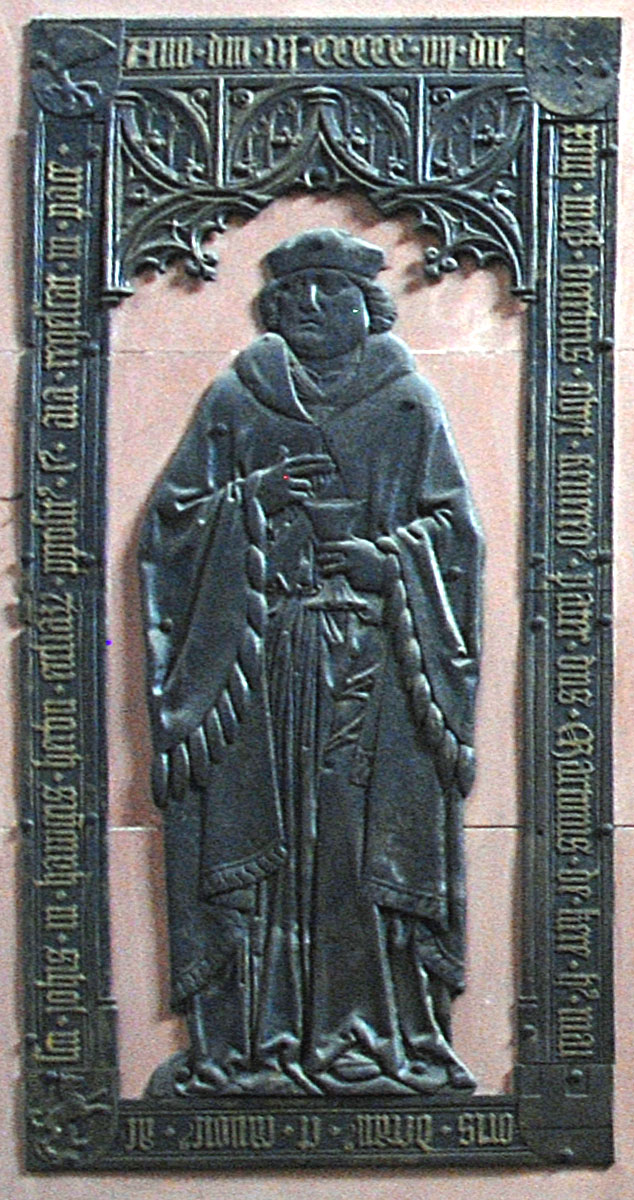
Martin von der Kere, † 1507, Würzburger Dom
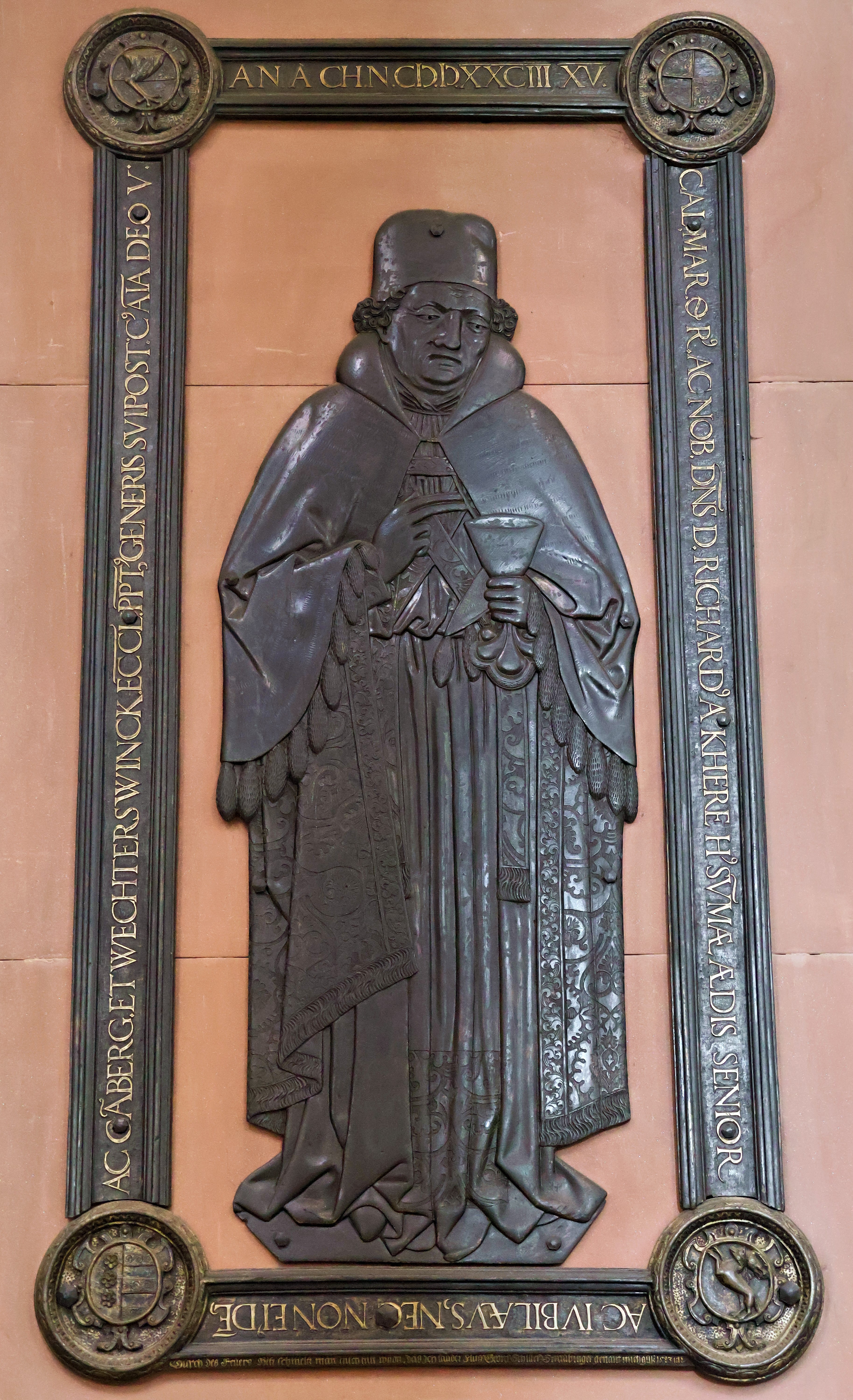
Richard von der Kere, Dompropst (1562–1583), Würzburger Dom